# 濱野咲
濱野 咲（はまの さき、2002年2月8日 - ）は、東京都渋谷区出身の元女子競輪選手。現役時代は日本競輪選手会東京支部所属、ホームバンクは京王閣競輪場。日本競輪選手養成所第120期生。師匠は阿部博之（82期）。

## 経歴
中学、高校と運動部のマネージャーをしていたが、自身は裏方より体を動かす方が好きだと感じて、高校3年生の初めにスノボードの教室に参加。その時のインストラクターが当時競輪選手だった荒井春樹（99期、引退）であり、競輪関係の仕事をしていた母親にその旨を話すと母も荒井のことを知っていたため、母親と一緒にレースを見に行った際に、「自分もやってみたい」と思いガールズケイリン選手を目指すようになった。
偶然にも高校の担任が藍野美穂と知り合いであったことから、藍野からアドバイスを受けて、支部長である市川健太に会いに行き、その時自宅から通いやすい京王閣競輪場でのちに師匠となる阿部博之を紹介される。
2020年1月16日、日本競輪選手養成所第120回適性試験に合格。養成所競走成績は18位（0勝）。
2021年5月1日、静岡競輪場でデビュー、7着。
現役晩年は石井寛子に面倒を見てもらうなどしたが結果が出ず、2022年下期をもって代謝制度（登録審査制度）の対象選手となったため、同年12月30日の立川FII最終日第5レース（一般）がラストレースとなった（6着）。
2023年1月31日、選手登録消除。通算戦績122戦0勝。
現役引退後は、競輪YouTubeチャンネルの出演や競輪場でのトークショーなど、競輪関係でのタレント活動を行っている。